# Cynthia McLeod

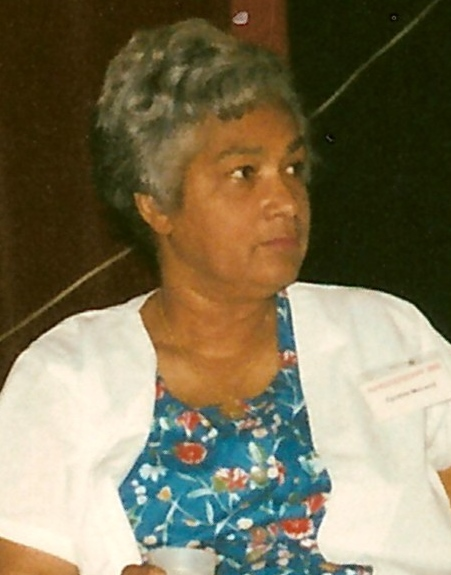
Cynthia McLeod

Cynthia McLeod z d. Ferrier (ur. 4 października 1936 w Paramaribo) – surinamska pisarka.

## Życiorys
Jest córką Johana Ferriera, pierwszego prezydenta Surinamu. Po ukończeniu szkoły w Surinamie kształciła się w Holandii, po czym została nauczycielką. Poślubiła poznanego w Holandii Donalda McLeoda, późniejszego ambasadora Surinamu w Wenezueli, Belgii i USA. W 1986 wróciła z mężem do Surinamu, w 1995 zadebiutowała powieścią historyczną Hoe duur was de suiker? (Ile kosztował cukier?) o niewolnikach pracujących przy produkcji cukru z trzciny, która stała się bestsellerem (w 2013 na jej podstawie powstał miniserial telewizyjny). Wkrótce wydała drugą powieść, Ma Rochelle passée: welkom in el Dorado. W 1997 opublikowała romans historyczny Tweemaal Mariënburg, a w 1999 książkę dla dzieci Toen het vakantie was (Podczas wakacji).